# Zane Grothe
Zane Grothe (Boulder City, 22 de abril de 1992) es un deportista estadounidense que compite en natación, especialista en el estilo libre.
Ganó una medalla de bronce en el Campeonato Mundial de Natación de 2017, una medalla plata en el Campeonato Mundial de Natación en Piscina Corta de 2016 y tres medallas en el Campeonato Pan-Pacífico de Natación de 2018. En los Juegos Panamericanos de 2023 obtuvo  una medalla de plata en la prueba de 4 × 200 m libre.

## Palmarés internacional
| Campeonato Mundial                  | Campeonato Mundial | Campeonato Mundial | Campeonato Mundial |
| Año                                 | Lugar              | Medalla            | Prueba             |
| ----------------------------------- | ------------------ | ------------------ | ------------------ |
| 2017                                | Budapest (Hungría) | Medalla de bronce  | 4 × 200 m libre    |
| Campeonato Mundial en Piscina Corta |                    |                    |                    |
| Año                                 | Lugar              | Medalla            | Prueba             |
| 2016                                | Windsor (Canadá)   | Medalla de plata   | 4 × 200 m libre    |
| Juegos Panamericanos                |                    |                    |                    |
| Año                                 | Lugar              | Medalla            | Prueba             |
| 2023                                | Santiago (Chile)   | Medalla de plata   | 4 × 200 m libre    |
| Campeonato Pan-Pacífico             |                    |                    |                    |
| Año                                 | Lugar              | Medalla            | Prueba             |
| 2018                                | Tokio (Japón)      | Medalla de oro     | 800 m libre        |
| 2018                                | Tokio (Japón)      | Medalla de plata   | 1500 m libre       |
| 2018                                | Tokio (Japón)      | Medalla de bronce  | 400 m libre        |